# Cédric Kernel
Pour les articles homonymes, voir Kernel.
 (octobre 2018).
Cédric Kernel, né le 9 novembre 1971 à Lorient en France, est un auteur de bande dessinée français.

## Biographie
Cédric Kernel est né à Lorient dans le département français du Morbihan. Après un cursus scientifique, il intègre l'Université Paris VIII en arts plastiques pour suivre les cours de bande dessinée de Jean-Louis Chazelas.
Il participe alors à la création du fanzine Beurk nommé a l'Alph'Art Fanzine du Festival d'Angoulême en 1994.
Il travaille ensuite comme directeur artistique pour la chaîne de télévision Canal+. En 2001, il crée la société Rose pour les filles pour laquelle il conçoit les génériques animés des émissions Good As You (sur Canal Jimmy) et Dans ma boîte (sur France 5).
Par la suite, il dessine sur un scénario de Michel-Yves Schmitt La Poire en deux pour la collection Discover des éditions Paquet, puis il entreprend la série Prunelle comme coscénariste, dessinateur, coloriste avec Vicky Kernel pour la collection Étincelle des éditions Ankama.
Il participe au feuilleton en ligne Les Autres Gens scénarisé par Thomas Cadène.

## Œuvre
- 2008 : La Poire en deux, Éditions Paquet, scénario de Michel-Yves Schmitt
- Prunelle, dessin et couleurs, scénario de Vicky Portail-Kernel, éditions Ankama Éditions

1. La Fille du cyclope, 2010
2. Le Réveil des géants, 2012
3. Le Maître des forges, 2013

- Les Autres Gens, collectif, éditions Dupuis
- 06/07, 2012
- 08/09, 2012
- 10/11, 2013
- 12/13, 2013
- Pépin cadavre, dessin et couleurs, scénario Olivier Milhaud, éditions Glénat

1. Caramantran, 2015
2. Les Bacchantes du Rescator, 2018